# War Production Board
Le War Production Board (WPB, Bureau de la production de guerre) est un organisme créé en 1942 par décret de Franklin Delano Roosevelt pour règlementer et répartir la production des matériaux et du combustible pendant la Seconde Guerre mondiale aux États-Unis. Le WPB organisa le rationnement de l'essence, du gazole, des métaux, du caoutchouc et des matières plastiques. Il fut dissous peu après la capitulation du Japon en 1945.
Le premier président du WPB fut Donald M. Nelson, de 1942 à 1944, suivi par Julius A. Krug de 1944 jusqu'à la dissolution du WPB.
En 1943, le WPB embaucha le professeur Thomas North Whitehead, de la Harvard Business School, qui fit une tournée à travers les États-Unis pour savoir comment les Américains réagissaient aux rationnements et aux contrôles. Whitehead indiqua que « la bonne humeur et le bon sens de la plupart des personnes soumises à des restrictions et dérangements étaient vraiment impressionnants… Mon propre constat est que la plupart des gens se comportent comme des patriotes, des citoyens loyaux. »
Le WPB contribua aussi à réduire les risques de catastrophe économique après la Seconde Guerre mondiale.

Trophée célébrant la productivité de l'équipe du « département 2 », remis le 5 janvier 1943 par le War Production Committee

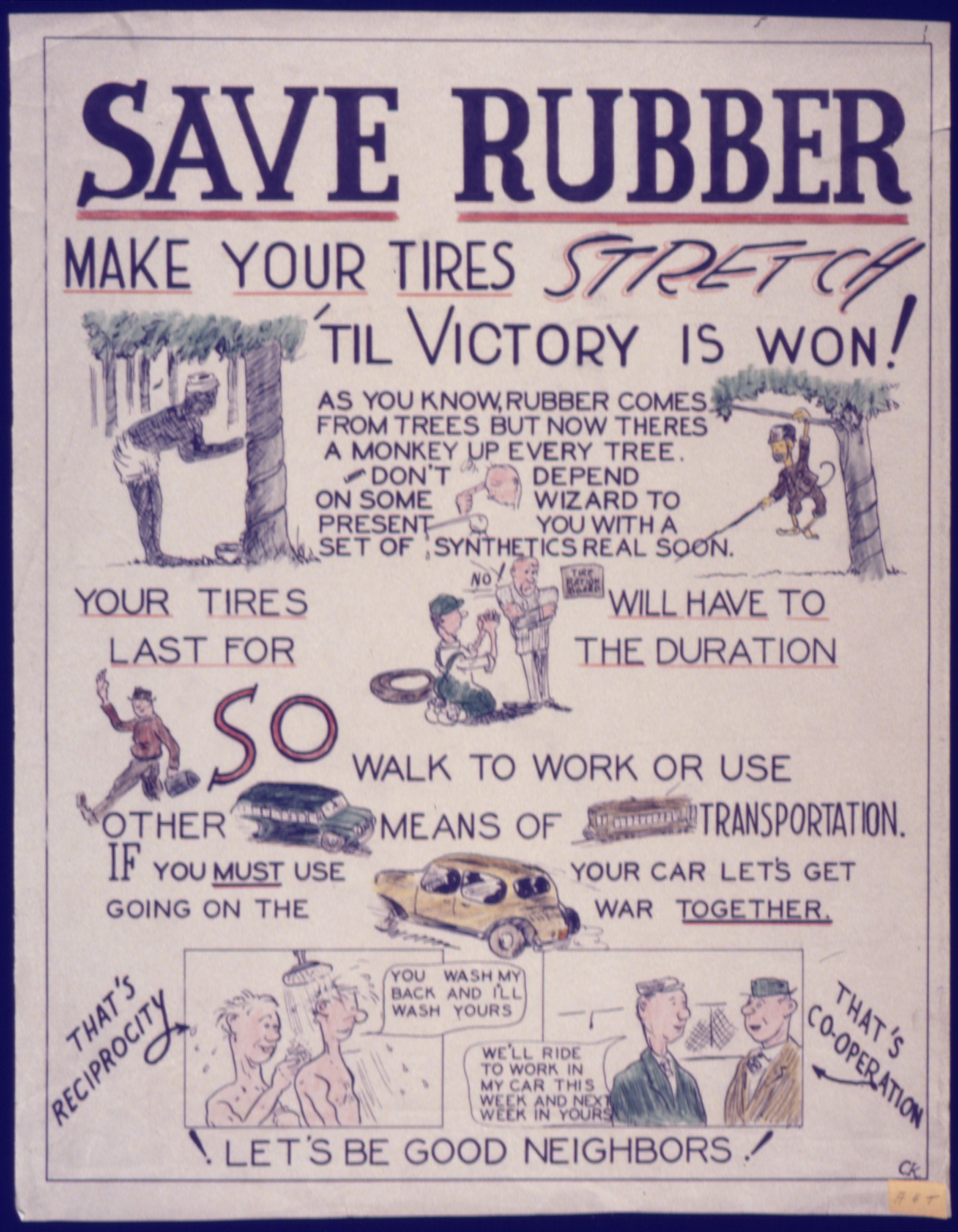
Poster invitant le public à préserver les stocks de caoutchouc en prenant les transports en commun ou le covoiturage plutôt que la voiture individuelle pour ne pas user ses pneumatiques. Source : NARA.